# Хэйс, Генри
Ге́нри Фрэ́нсис Хэйс (англ. Henry Francis Hays; 10 ноября 1954 — 6 июня 1997) — американский убийца, член ку-клукс-клана, казнённый за жестокое убийство афроамериканца Майкла Дональда, совершенное в 1981 году в городе Mобил. Известность Генри Хейсу принесло то обстоятельство, что он является единственным членом ККК, который был казнён в XX веке.

## Биография
Генри Фрэнсис Хейс родился 11 ноября 1954 года в штате Миссури в семье Бенни и Опал Хейс. Его отец Бенни Джек Хэйс являлся региональным лидером организации UKA, одной из наибольших среди организации ККК. Генри вырос в штате Миссури и получил религиозное воспитание, посещал один из приходов католической церкви. В юности он увлекся философией хиппи и примкнул к одной из компаний этой субкультуры, из-за чего между ним и его отцом произошел конфликт. Некоторое время Генри работал парковщиком автомобилей. В дальнейшем он принял решение вернуться в семью и уладить конфликт, для чего его отец поставил ему некоторые условия и заставил вступить в организацию ККК. В целом Бенни Хейс находился в ссоре со своим сыном около 7 лет.
Вечером 20 марта 1981 года на одной из улиц Мобила Генри Хэйс и Джеймс Ноулз (17 лет), угрожая оружием, заманили в свой автомобиль афроамериканца Майкла Дональда (19 лет). Похитители перевезли парня на соседнюю улицу, где рано утром 21 марта жестоко его избили и подвергли линчеванию, повесив на дереве напротив дома, где жил Бенни Хейс. Полиция не смогла связать убийство молодого человека с ККК. Полиция арестовала троих подозреваемых, которые не имели отношения к убийству и которые вскоре были отпущены. В июне 1981 года следствие было почти прекращено. Основным мотивом убийства было объявлено вовлечение Дональда в торговлю наркотиками, хотя доказательств этому впоследствии не нашлось.
После объявления о том, что дело об убийстве Дональда на грани закрытия, его родственники организовали марш протеста против произвола и коррумпированности полицейских чиновников. Поддержать пикет приехал Джесси Джексон, всего же на улицы города вышли около 8000 человек. После такого общественного резонанса следствие было возобновлено. В 1983 году следствию удалось найти свидетеля, который дал показания против Джеймса Ноулза, заявив, что тот явился на вечеринку 21 марта 1981 года в окровавленной рубашке. Второй свидетель заявил, что Хэйс сознался ему в убийстве. Арестовав обоих подозреваемых в июне 1983 года, полицейские устроили перекрестный допрос, во время которого Ноулз не выдержал и пошёл на сделку с правосудием. Ноулз сознался в убийстве Дональда, рассказал детали убийства и дал показания на Генри Хэйса. 
Мотивом убийства послужила расовая ненависть и месть за убийство полицейского, совершенное афроамераканцем Джозефусом Андерсоном. Суд над Андерсоном проходил весной 1981 года в Мобиле. Андерсон был близок к оправданию в преступлении, и 20 марта 1981 года Бенни Хэйс распорядился убить какого-нибудь чернокожего человека в отместку за возможное освобождение Андерсона. Генри Хэйс отрицал свое причастие к убийству и настаивал на своей невиновности. Тем не менее, на основании показаний Джеймса Ноулза, Хэйс 20 декабря 1983 года был признан виновным в убийстве Майкла Дональда и 2 февраля 1984 года был приговорен к казни на электрическом стуле. Джеймс Ноулз за сотрудничество со следствием избежал смертной казни и получил пожизненное заключение.
Все последующие годы жизни Хэйс провел в камере смертников, ожидая казни в тюрьме Holman Correctional Facility. В 1988 году его отцу также были предъявлены обвинения в убийстве, но Бенни Хэйс умер до вынесения приговора в 1993 году. Находясь в заключении, Генри дал несколько интервью. В своем последнем интервью, которое он дал за несколько месяцев перед казнью, Генри поведал некоторые детали своей биографии и продолжал настаивать на своей непричастности к убийству в марте 1981 года. Его сообщник, Джеймс Ноулз, в 2008 году, проведя 25 лет в тюрьме, получил право на условно-досрочное освобождение. Ноулз подал ходатайство и в 2010 году был освобожден, проведя в заключении около 27 лет.
Генри Фрэнсис Хэйс был казнен днем 6 июня 1997 года. Перед казнью Хэйс исповедался у священника. После смерти Хэйса, священник Боб Смит нарушил тайну исповеди, заявив, что казнённый во время 40-минутной исповеди признался в похищении и убийстве Майкла Дональда.